# Dolichoderus angusticornis
Dolichoderus angusticornis är en myrart som beskrevs av Clark 1930. Dolichoderus angusticornis ingår i släktet Dolichoderus och familjen myror. Inga underarter finns listade i Catalogue of Life.